# 三保元
三保 元（みほ もと、1932年(昭和7年)- ）は、日本のフランス文学者。元国際基督教大学教授。
兵庫県神戸市生まれ。1957年パリ・カトリック大学文学部卒業、日本放送協会国際局に勤務。74年退職、国際基督教大学準教授、教授、2003年定年退職。  

## 共著
- 『オリンピックのフランス会話』秋山栄吉共著 白水社、1963
- 『にっぽん案内2か国語 英語・フランス語』中沢生子、リチャード・リンディ共著 言潮社、1964
- 『英語活用フランス重要単語7000』ジャン=ルイ・ヴァン共著 白水社、1980

### 翻訳
- ジャン・セール『ふらんすエチケット集』白水社文庫クセジュ、1962
- ルイ・ドロー『国際文化交流』白水社文庫クセジュ、1965
- サルトル『否認の思想 ’68年5月のフランスと8月のチェコ』共訳 人文書院、1969
- E.W.フィッツェンマイヤー『シベリアのマンモス サンガ・イウラッフおよびベレゾフカ川畔のマンモス発見』法政大学出版局、1971
- X.レオン=デュフール『イエスの復活とその福音』新教出版社 真生シリーズ、1974
- ロベール・ギラン『ゾルゲの時代』中央公論社、1980
- ジャン・デ・カール『狂王ルートヴィヒ 夢の王国の黄昏』中央公論社、1983　のち文庫
- ジャン・デ・カール『麗しの皇妃エリザベト オーストリア帝国の黄昏』中央公論社、1984 のち文庫
- クロード・レヴィ＝ストロース『はるかなる視線』みすず書房、1986－88
- ピエール・ルルーシュ『新世界無秩序』監訳 日本放送出版協会、1994
- フランシーヌ・エライユ『貴族たち、官僚たち 日本古代史断章』平凡社 フランス・ジャポノロジー叢書、1997
- 『レーモン・アロン回想録』みすず書房、1999
- ジャック・クーネン=ウッター『トクヴィル』白水社文庫クセジュ、2000
- ヘンリ・J.M.ナウウェン『差し伸べられる手 真の祈りへの三つの段階』女子パウロ会、2002
- 『愛 マザー・テレサ 日本人へのメッセージ』女子パウロ会、2003

## 参考
- 『狂王ルートヴィヒ』訳者紹介

| スタブアイコン | サブスタブ | この項目は、まだ閲覧者の調べものの参照としては役立たない、人物に関連した書きかけの項目です。この項目を加筆・訂正などしてくださる協力者を求めています（P:人物伝/PJ:人物伝）。 |